# Ситибанк
Citibank, N.A. (N.A. от National Association, „национална банка“; стилизирано citibank) е основното банково дъщерно дружество в САЩ на мултинационалната компания за финансови услуги Citigroup. Citibank е основана през 1812 г., като City Bank of New York, а по-късно става First National City Bank of New York. Банката има 2649 клона в 19 страни, включително 723 клона в САЩ и 1494 клона в Мексико, управлявани от нейното дъщерно дружество Banamex. Клоновете в САЩ са концентрирани в шест метрополни района: Ню Йорк, Чикаго, Лос Анджелис, Сан Франциско, Вашингтон и Маями. Банката има клон и в България.
Citibank е 4-та по големина банка в Съединените щати по отношение на активите, изпреварвана от JPMorgan Chase, Bank of America и Wells Fargo.

## История
В началото на XIX век Съединените щати нямат национална банкова система или централна банка. Ню Йорк по това време е един от средностатистическите градове в страната, а не неин основен финансов център. Получаването на разрешение за създаване на банка обаче представлявало цял политически проблем: част от населението на града било за централна банка, а други – категорично против. Пенсионираният полковник и държавник Самюел Осгуд, приятел на Джордж Вашингтон, успява да съчетае и двете позиции, намирайки решение, чрез което интересите на двете страни били обединени под егидата на нова банка, наречена The City Bank of New York и която става предшественик на Citi. Банката е създадена на 16 юни 1812 г., и още на 12 септември отваря врати за бизнес.
След финансовата криза от 1837 г. собствеността и управлението на банката се поемат от Моузис Тейлър (Moses Taylor), протеже на Джон Джейкъб Астор и един от гигантите в света на бизнеса през XIX век. По време на неговото управление банката се развива като финансов център на бизнес империята на Тейлър.
През 1834 г. банката се слива с националната банкова система и става National City Bank of New York. Към 1867 г. тя вече се смята за една от най-големите банки в Съединените щати, а през 1897 г. става първата голяма американска банка, която създава задгранично подразделение. През 1896 г. става първата банка, която депозира средства във Федералната резервна банка на Ню Йорк.
През 1952 г. Джеймс Стилман Рокфелер е избран за президент, а след това и за председател на банката през 1959 г., като управлява до 1967 г. Стилман Рокфелер е пряк потомък на фамилия Рокфелер чрез клона на Уилям Рокфелер (брат на Джон Рокфелер). През 1960 г. вторият му братовчед Дейвид Рокфелер става президент на Chase Manhattan Bank, дългогодишен конкурент на National City Bank.
От началото на 1970−те години в банката работи аналог на системата SWIFT. Пак тогава Citibank става една от първите американски банки, внедрили банкомати, с които дават на клиентите си денонощен достъп до пари в наличност
На 20 март 2017 г. вестник The Guardian съобщава, че стотици банки са помогнали за изпиране на средства, свързани с ФСБ, извън Русия, според разследване, наречено „Руска пералня“. Citibank е посочена сред банките в САЩ, които са били „перачи“, като между 2010 и 2014 г. американски банки са обработили приблизително 63,7 млн. щ.д. Citibank е посочена като обработила 37 млн. щ.д. от тази сума, а други, включително Bank of America, са обработили 14 млн. щ.д.